# Robert Schmidt (Ingenieur)

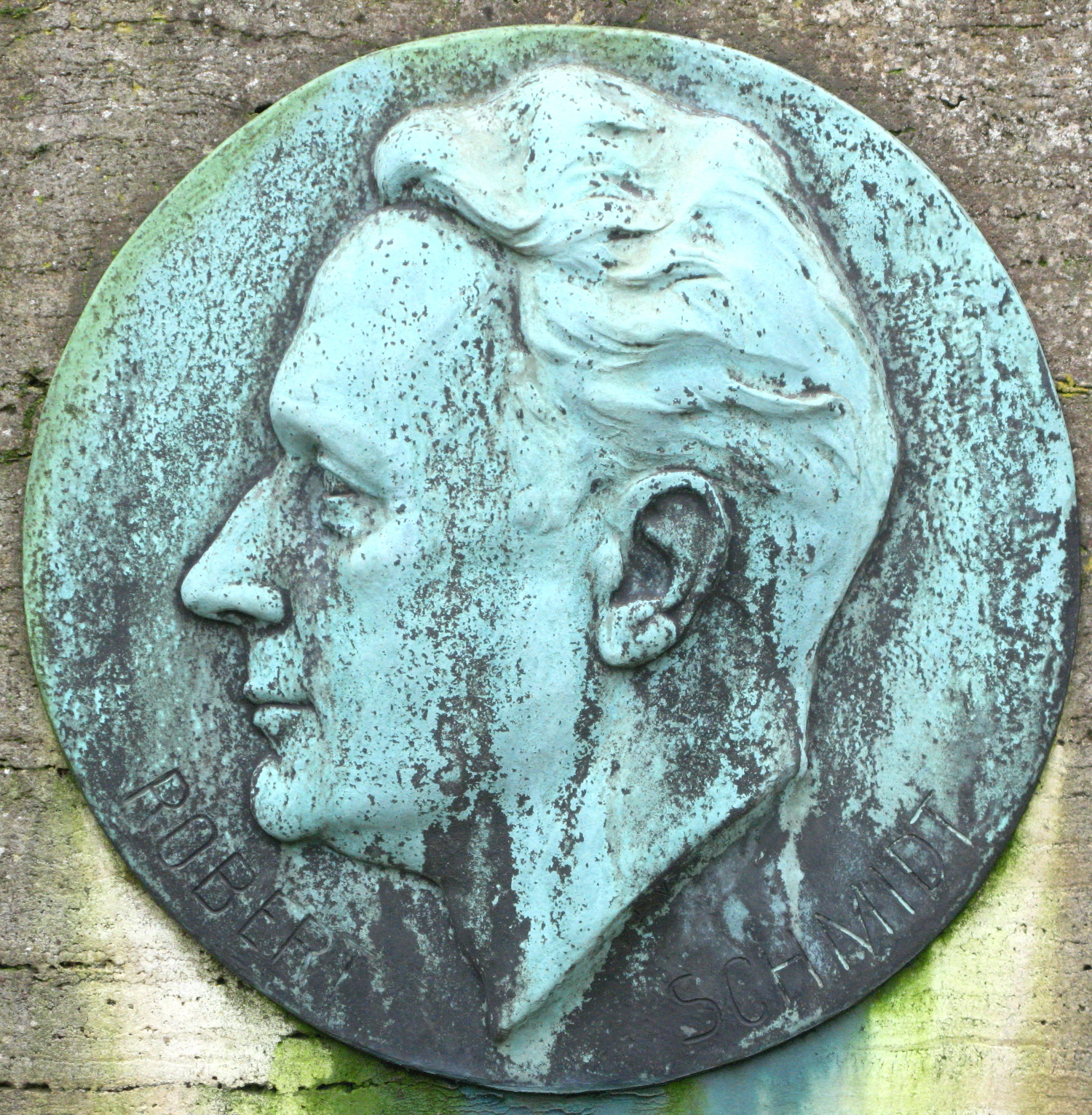
Plakette von Robert Schmidt auf seinem Grabmal

Robert Schmidt (* 13. Dezember 1869 in Frankfurt am Main; † 19. Mai 1934 in Bad Münstereifel) war ein deutscher Bauingenieur, Stadtplaner und Baubeamter sowie der erste Verbandsdirektor des Siedlungsverbandes Ruhrkohlenbezirk.
Bekannt wurde er 1912 durch seine Denkschrift betreffend Grundsätze zur Aufstellung eines General-Siedelungsplanes für den Regierungsbezirk Düsseldorf (rechtsrheinisch). Erstmals stellte diese Schrift den Entwurf eines Regionalplans für den rechtsrheinischen, industrialisierten Teil des Regierungsbezirks Düsseldorf vor. Sie gab im Weiteren den entscheidenden Anstoß zur Schaffung des Siedlungsverbandes Ruhrkohlenbezirks im Jahre 1920 (heute Regionalverband Ruhr) und dessen Frühform der Raumordnung und Raumplanung im Ruhrgebiet.

## Leben und Wirken

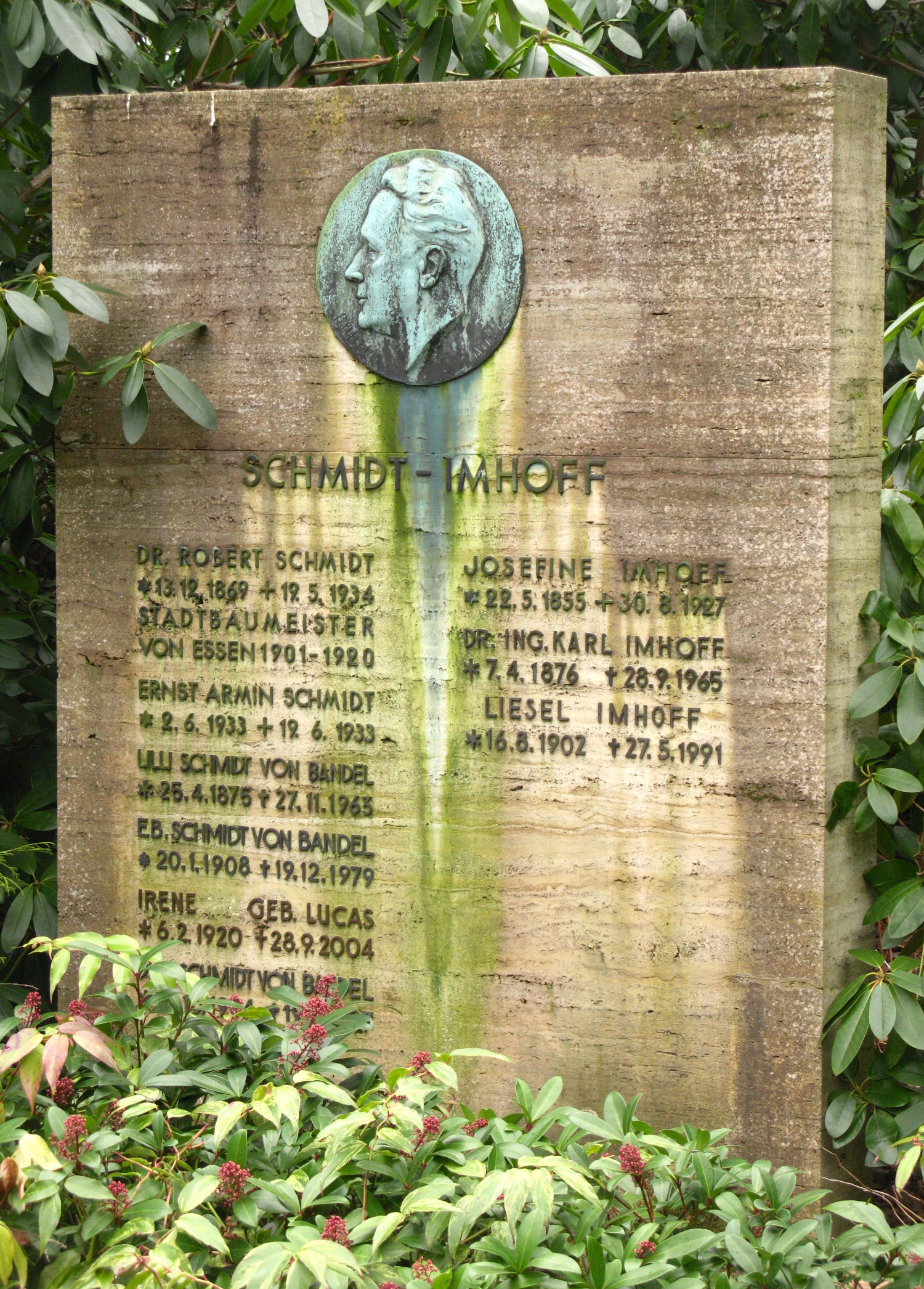
Grabstein von Robert Schmidt und Familie auf dem Parkfriedhof Essen an Feld 8 Nr. 91; knapp 150 m südöstlich des zentralen Rondells; Lageplan.

Robert Schmidt wurde 1869 in Frankfurt am Main geboren. Er studierte das Fach Bauingenieurwesen an der Technischen Hochschule Hannover. 1895 war er Regierungsbauführer (Referendar) bei der Rheinischen Bahngesellschaft, 1898 bei der Wasserbauinspektion Düsseldorf und 1901 als Regierungsbaumeister (Assessor) bei der Wasserbauinspektion Ruhrort tätig. Dann trat er als Stadtbauinspektor den bautechnischen Verwaltungsdienst der Stadt Essen ein, wo er bald das Stadterweiterungsamt leitete.
1907 wählte ihn die Stadt Essen zu ihrem Technischen Beigeordneten. Unter seiner Leitung entwickelte seine Bau- und Planungsverwaltung eine neue kommunale Bauordnung. Gemeinsam mit dem Architekten Georg Metzendorf plante er ab 1906 die Gartenstadt-Siedlung Margarethenhöhe. Auch die ab 1908 entstandene Gartenstadt des Essener Moltkeviertels trägt seine stadtplanerische Handschrift.
Bekannt wurde Schmidt durch die 1912 in Essen veröffentlichte Denkschrift betreffend Grundsätze zur Aufstellung eines General-Siedelungsplanes für den Regierungsbezirk Düsseldorf (rechtsrheinisch), deren Grundlagen ein Arbeitsausschuss von leitenden Regierungs- und Kommunalbeamten des Regierungsbezirks Düsseldorf auf Initiative des Regierungspräsidenten Francis Kruse zwischen 1910 und 1912 mit dem Ziel einer regionalen „Grünflächenplanung“ erarbeitet hatte. Kruse hatte zuvor im Rahmen der Internationalen Städtebau-Ausstellung Düsseldorf 1910 die Idee eines „Nationalparks für den rheinisch-westfälischen Industriebezirk“ ins Spiel gebracht. Da aber Schmidt, ein Besucher der Düsseldorfer Städtebau-Ausstellung, mit seinem Vorschlag eines querschnittsorientierten „General-Siedelungsplans“ weit über Kruses bloß landschafts- und naturschutzorientierten Ansatz hinausgegangen worden war, wurde die Idee von Kruse abgelehnt und nicht weiter verfolgt. Daraufhin reichte Schmidt seine Arbeit als Dissertation an der RWTH Aachen ein, wo sie von Karl Henrici und Gustav Schimpff begutachtet wurde. Die Denkschrift bildete anschließend eine wesentliche konzeptionelle Grundlage für den Essener Oberbürgermeister Hans Luther, einen Gesetzesentwurf zur Gründung eines Siedlungsverbandes Ruhrkohlenbezirk (SVR) gemeinsam mit weiteren Akteuren in die Preußische Landesversammlung einzubringen, den diese am 5. Mai 1920 einstimmig annahm. In der Folge oblag es dem noch im gleichen Jahr gegründeten Siedlungsverband Ruhrkohlenbezirk, raumbedeutsame Grüngebiete und Hauptverkehrszüge im Ruhrgebiet durch planerische Festsetzungen zu sichern. Erster Verbandsdirektor der neuen Planungsbehörde wurde Schmidt.
Ab 1922 erörterte er gemeinsam mit anderen Fachleuten in der Freien Deutschen Akademie des Städtebaues Fragen des Wohnungsbaus und des rechtlichen Planungsinstrumentariums. 1927 mündeten diese Aussprachen in der Forderung nach einem Reichsgesetz für den Städtebau, das eine einheitliche Grundlage zur Durchsetzung von Planungen bilden, das Bodenrecht reformieren und planerische Enteignungsbefugnisse erweitern sollte. Ebenfalls 1927 veröffentlichte Schmidt seine Denkschrift über die Walderhaltung im Ruhrkohlenbezirk. Das Reichsgesetz über die Aufschließung von Wohnsiedlungsgebieten vom 22. Juli 1933 verwirklichte manche seiner Vorschläge und übernahm den von ihm geschaffenen Begriff des Wirtschaftsplans.
1929 verlieh ihm die Technische Hochschule Danzig die Ehrendoktorwürde. Schmidt war Mitglied des Bundes Deutscher Architekten, Präsident der Freien Deutschen Akademie des Städtebaues, Vizepräsident des Internationalen Verbandes für Wohnungswesen und Städtebau, Vorstandsmitglied der Studiengesellschaft für Automobilstraßenbau, Ehrenmitglied des britischen Stadtplanungsinstitutes und des Planungsgremiums der Republik Mexiko, Ehrenbürger der Technischen Hochschule Hannover sowie Träger der Staatsmedaille um die Volksgesundheit. Als gefragter Fachmann wurde er zu Städtebaukongressen nach Amsterdam, New York, Wien, Paris, Rom und Berlin eingeladen. Robert Schmidt schied 1932 aus dem Verwaltungsdienst aus und starb im 65. Lebensjahr am 19. Mai 1934. Das Grabmal der Familien Schmidt und Imhoff befindet sich auf dem Alten Teil des Essener Parkfriedhofs.

## Weiteres
Nach Robert Schmidt sind in dem von ihm geplanten Essener Moltkeviertel die Robert-Schmidt-Straße und das Robert-Schmidt-Berufskolleg (an der Ecke Robert-Schmidt-Straße 1 / Moltkestraße) benannt.
Der Filmproduktionsleiter, Kabarettgründer und Textilkaufmann Eberhard Schmidt war ein Sohn Robert Schmidts.